# Suramericano de Natación de 2004 - 400 m. Combinado Masculino
La prueba de 200 m combinado masculino del campeonato sudamericano de natación de 2004 se realizó el 28 de marzo de 2004, el cuarto y último día de competencias del campeonato. Dos nadadores lograron la marca clasificatoria para los Juegos Olímpicos de Atenas 2004.

## Resultados
| Posición | Carril | Nadador          | Tiempo          |
| -------- | ------ | ---------------- | --------------- |
| 1        | 6      | Thiago Pereira   | 4:27.27. RC MCO |
| 2        | 5      | Lucas Salatta    | 4:22.50. MCO    |
| 3        | 3      | Agustín Fiorilli | 4:37.13.        |
| 4        | 4      | Diego Bonilla    | 4:38.30.        |
| 5        | 1      | Gianmarco Mosto  | 4:40.23.        |
| 6        | 7      | Daniel Queipo    | 4:47.18.        |
| 7        | 2      | Marcos Burgos    | 4:47.78.        |
| 8        | 8      | Gregory Fuentes  | 4:53.40.        |

- RC:Récord de Campeonato.
- MCO: Marca Clasificatoria a Olímpicos.